# 1,3-diamminopropano
Il 1,3-diamminopropano è una diammina. Il sale di potassio è utilizzato nella Alkyne zipper reaction riportata da Charles Allen Brown e Ayako Yamashita nel 1975.